# Українсько-єменські відносини
Українсько-єменські відносини — відносини між Україною та Єменською Республікою.

## Історія
Єменська Арабська Республіка визнала незалежність України 31 грудня 1991. Права та інтереси громадян України в Ємені захищає Посольство України в Йорданії. Ємен відноситься до зони відповідальності Посольства України в Саудівській Аравії, Україна – зона відповідальності Посольства Ємену в Польщі. 
26 вересня 2018 року — зустріч Президента України П.О.Порошенка та Ємену А.Гаді у рамках сегменту високого рівня 73-ої сесії ГА ООН
Указом Президента України П.О.Порошенка від 22 листопада 2018 року було ухвалено рішення про надання гуманітарної допомоги Єменській Республіці (у розмірі 10 млн. грн.).
24 листопада 2022 року —  Президент України В.О.Зеленський підписав Указ №771 «Про надання гуманітарної допомоги державам Африки та Азії», яким передбачено надання гуманітарної допомоги Ефіопії, Судану, Ємену, Кенії, Нігерії зерна пшениці та/або зерна кукурудзи загальним обсягом до 125 000 метричних тонн.
18 квітня 2023 року — у межах ініціативи В.О.Зеленського «Grain from Ukraine» судно Negmar Cicek доправило гуманітарний вантаж (30 тис. тонн пшениці) до порту Саліф у Єменській Республіці.

## Торгівля
Експорт товарів з України 243,9 млн дол. США, імпорт в Україну — 2,6 млн дол. США. Негативне сальдо становить 92,414 млн дол. США. Позитивне сальдо для України становить 241,3 млн дол. США.
Українсько–єменські відносини розвиваються у галузі комерційного судноплавства. Україна є важливим постачальником пшениці до Ємену.